# Hippolyte Mège Mouriès
Hippolyte Mège-Mouriès (Draguignan, 1817. október 24. – Párizs, 1880. május 31.) francia vegyész,  a margarin feltalálója.

## Találmánya
Mège-Mouriès  III. Napóleon idején  kifejlesztette a vaj mesterséges, olcsó helyettesítőjét.  Találmányát, a margarint, 1869. július 15-én szabadalmaztatta Párizsban.
A III. Napóleon császár által meghirdetett verseny célja az volt, hogy a francia tengerészet számára a vajat helyettesítő anyagot találjanak. A versenyt Mège-Mouriès nyerte meg. Formulájában volt egy zsírtartalmú adalékanyag, amivel a vajat elkeverve gyöngyfényű anyagot kapott. Az új terméket ezért a görög 'gyöngy' jelentésű szóról (margaritari) nevezte el. Margarinját faggyúból készítette.
Mège-Mouriès 1871-ben eladta Mège-Mouriès a szabadalmat a holland Jurgens cégnek, amely később az Unilever nevet vette fel. A termék 1872-ben került kereskedelmi forgalomba (ekkor jött rá F. Boudet , hogyan lehet emulgeáltatni lefölözött tejjel és vízzel).

## Emlékezete
Sírja a párizsi Père-Lachaise temető 74. divíziójában található.

## Fordítás
- Ez a szócikk részben vagy egészben  a   Hippolyte Mège-Mouriès című német Wikipédia-szócikk fordításán alapul.  Az eredeti cikk szerkesztőit annak laptörténete sorolja fel. Ez a jelzés csupán a megfogalmazás eredetét és a szerzői jogokat jelzi, nem szolgál a cikkben szereplő információk forrásmegjelöléseként.